# Mediastinite
Mediastinite é a inflamação do mediastino. Pode ser aguda ou crônica.

## Sintomas

### Aguda
A mediastinite aguda é um processo infeccioso e pode causar febre, calafrios e taquicardia. É possível a ocorrência de dor, mas sua localização depende de qual parte do mediastino está envolvida. Quando o mediastino superior é afetado, a dor tipicamente é retroesternal. Quando a parte afetada é o mediastino inferior, a dor pode estar localizada entre a escápula e se irradiar em torno do peito.

### Crônica
Os sintomas depende de quais órgãos do mediastino a doença afeta. Eles podem ser causados por obstruções das vias aéreas, do esôfago ou dos vasos sanguíneos. Os sintomas também dependem de quanta fibrose se desenvolveu. Pode haver tosse, falta de ar, tosse com sangue, dor no peito e dificuldade de engolir.